# Svetlana Kitić
Svetlana Kitić (szerbül:Светлана Китић , Tuzla, 1960. június 19. –) jugoszláv színekben olimpiai bajnok, bosnyák származású kézilabdázó, 1988-ban a világ legjobb női kézilabdázója.

## Pályafutása

### Klubcsapatokban
Pályafutása jelentős részét a Radnički Beograd csapatában töltötte. A klubbal háromszor nyerte meg a Bajnokcsapatok Európa-kupáját, ahogy a Kupagyőztesek Európa-kupáját is, valamint hatszor volt jugoszláv bajnok. 1987 szeptemberében a német alsóbb osztályú Buxtehuder SV csapatához írt alá. Egészen 46 éves koráig kézilabdázott, majd 48 évesen rövid időre újra pályára lépett a Radničkiben.

### A válogatottban
Az 1980-as moszkvai olimpián ezüstérmet, négy évvel később pedig aranyérmet nyert a jugoszláv válogatottal. Az 1982-es, Magyarországon rendezett világbajnokságon a bronzérmet nyert csapat tagja volt. 202 alkalommal lépett pályára a jugoszláv nemzeti csapatban. 2002 és 2003 között a bosnyák válogatottban játszott, később pedig sportigazgatóként tevékenykedett a csapat mellett.

## Magánélete
Kétszer ment férjhez élete során, előbb Blaž Slišković labdarúgóhoz, majd négy hónapnyi házasság után elváltak és újraházasodott. Három gyermek anyja.

## Sikerei, díjai
Radnički Belgrade
- Jugoszláv bajnok: 1981, 1982, 1983, 1984, 1986, 1987
- Jugoszláv Kupa-győztes: 1983, 1985, 1986, 1990, 1991, 1992
- Bajnokcsapatok Európa-kupája-győztes: 1975–76, 1979–80, 1983–84
- Kupagyőztesek Európa-kupája-győztes: 1985–86, 1990–91, 1990–91, 1991–92

Egyéni elismerései
- A világ legjobb női kézilabdázója: 1988
- A Nemzetközi Kézilabda-szövetség online szavazásán 2010-ben minden idők legjobb női játékosának választották
- Az év női sportolója Jugoszláviában: 1984